# 다운타운 (개그 콤비)

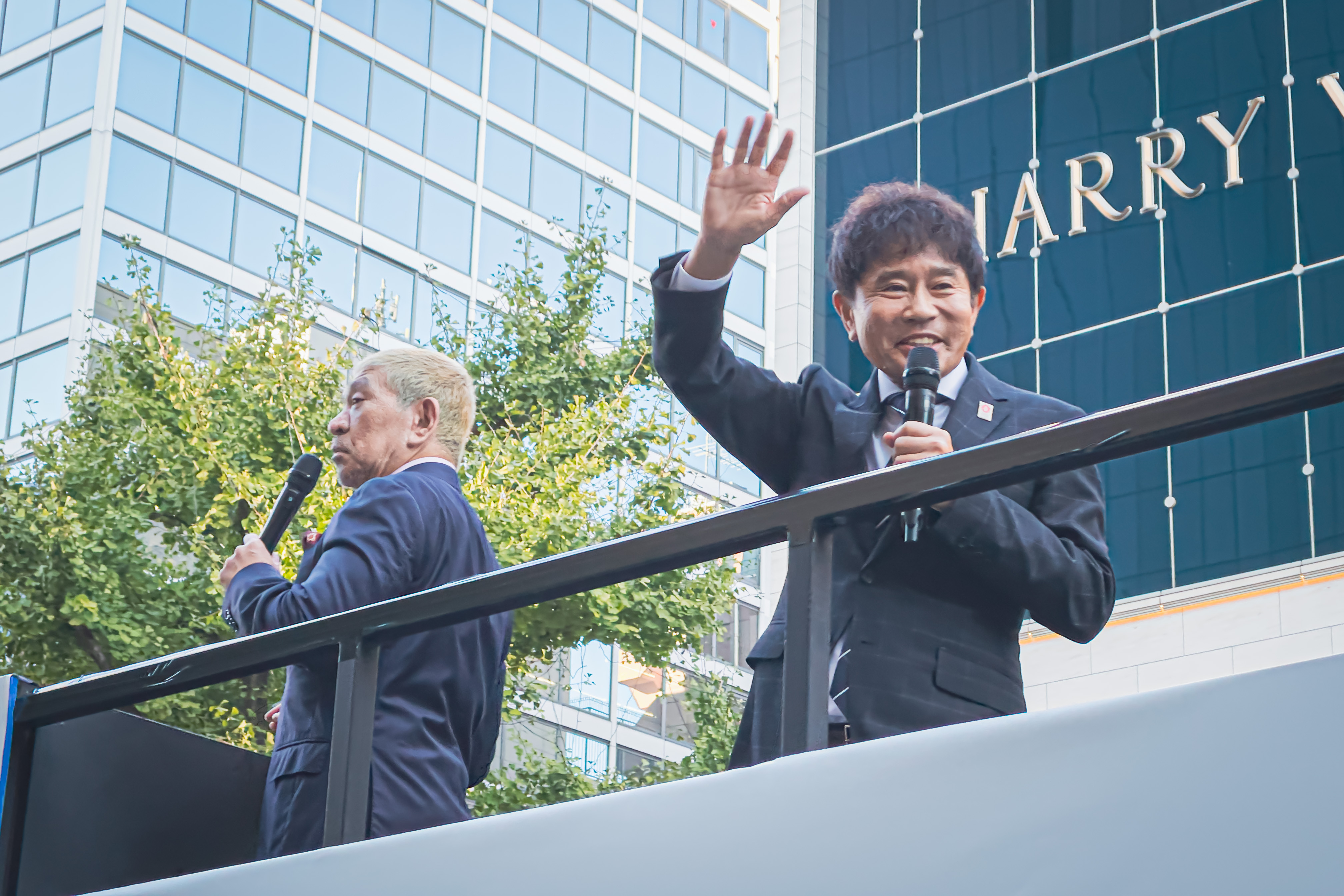
2020년의 마츠모토(왼쪽)와 하마다(오른쪽)

다운타운(일본어: ダウンタウン, 영어: DOWNTOWN)은 마츠모토 히토시와 하마다 마사토시로 구성된 일본의 오와라이 게닌으로 요시모토 크리에이티브 에이전시(요시모토 흥업) 도쿄 본사 소속이다. 결성당시 "라이트 형제"라는 콤비명으로 팀을 결성했으나 방송데뷔때에는 잡지에서 우연히 발견한 "다운타운"이라는 이름으로 데뷔.

## 멤버
- 마츠모토 히토시(松本 人志, 보케 담당) 1963년 9월 8일 신장 172cm, 체중 62kg
- 하마다 마사토시(浜田 雅功, 츳코미 담당) 1963년 5월 11일 신장 165cm, 체중 55kg

※호적상 표기인 [濵]는 [浜]의 옛 표기법이다.
※출신지는 둘 다 효고현 아마가사키시이다.

## 개요
일본을 대표하는 개그 콤비의 하나로, 웃쨩난쨩, 톤네루즈등과 함께 개그 제 3세대의 일원으로서, 훗날 개그맨들에게 지대한 영향을 미쳤다고 일컬어지고 있다. 1990년대부터 지금까지 제일선에서 활약 중이다.

## 약력
1982년 4월, 하마다 마사토시가 초등학교 시절부터 친구였던 마츠모토 히토시를 꾀어 요시모토 흥업의 개그맨 양성소인 요시모토 종합 예능학원(NSC)에 입학하는데, 이는 오사카 NSC 1기생（만담 코스 선택）이 된다. 동기로는 토미즈, 하이힐, 우치바 카츠노리, 하마네 타카시, 마에다 세이지 등이 있다. 동기 중에서 가장 TV 데뷔가 늦었다고 하마다는 이야기하고 있다.
1982년 7월, 제 3회 이마미야 코도모 에비스 만담 신인 콩쿨에 [마츠모토・하마다]로서 출전하여, 최고상에 해당하는 [福笑い大賞]을 수상한다. 같은 해 8월, 후지 TV 계열, [笑ってる場合ですよ!お笑い!君こそスターだ!]에 [히토시・마사시]라는 이름으로 출전하여, 그랜드 챔피언이 된다. 또한 이 무렵, 신인으로서는 이례적인 속도로 [なんば花月]의 무대에 서게 된다.
1983년 5월, 콤비명을[라이트형제]에서 [다운타운]으로 정한다.
1987년 4월, 마이니치 방송이 칸사이 로컬로 제작한 첫 간판방송인 [4時ですよーだ]에서 이들은 굉장한 인기를 끌게 된다. 이들의 인기는 오사카를 중심으로 형성되었는데, '저녁의 오사카 거리는 [4時ですよーだ]를 보기 때문에 사람들의 모습이 보이지 않게 된다'는 말이 있을 정도로 이 방송은 다운타운으로 인하여 큰 인기를 얻게 되었고, 칸사이에서 아이돌적인 인기를 얻게 되었다. 1988년 10월, 간토 로컬에서 [웃쨩난쨩]등의 동세대 개그맨들과 함께 공연한 심야 콩트 프로그램 [夢で逢えたら]가 시작하였고, 같은 시기에 [森田一義アワー 笑っていいとも!|笑っていいとも!]의 고정 패널이 되어, 본격적으로 도쿄에 진출하게 되었다. [夢で逢えたら]가 전국구 방송이 된 같은 해 10월에는 현재도 방영중인 [ダウンタウンのガキの使いやあらへんで!!]가 관동 로컬방송으로 시작하였고, 그리고 1991년에 첫방송된 골든 타임대의 프로그램 [ダウンタウンのごっつええ感じ]로 인해 국민적인 인기를 얻기에 이른다. 그 후, 1993년에 [ダウンタウンDX], 1994년에 [HEY!HEY!HEY!MUSIC CHAMP]의 방영이 시작되었고, 두 프로그램 모두, [ダウンタウンのガキの使いやあらへんで!!]를 잇는 장수 프로그램으로 계속 이어지고 있다. 또한 본업과 겸하여, CF, 드라마, 영화, 저서 출간, 음악 활동 등 폭 넓은 분야에서도 평가받아, 오늘날에 이르기까지 멀티 플레이어적인 활약을 계속하고 있다.

## 평가・영향
전 개그맨 카미오카 류타로는'옛날에는 보케도 츳코미도 관객으로부터 바보취급을 받아왔다. 하지만 [콩트 55호]는 츳코미 (하기모토 킨이치)가 관객보다도 높은 위치에 있었다. [TWO BEAT]는 보케(비트 타케시)가 관객보다도 높은 위치를 점하게 되었다. 다운타운은 둘 다 관객보다도 높은 위치에서 개그를 하고 있다. 앞으로의 만담（≒콤비 개그）는 어떻게 될 것인가'라고 평가했다.
라쿠고가인 타테카와 단시는 [ガキの使いやあらへんで!!]를 관람한 후, '다운타운의 토크는 굉장하다'고 인정하며 높게 평가하고 있다.
시마다 신스케는 다운타운의 만담에 충격을 받아, 동시에 자신의 한계를 깨달았다. 이것이 그가 만담을 더 이상 하지 않게 된 계기로 이어져, [신스케・류스케]를 해산한 신스케는 기자회견 석상에서 해산의 이유에 대해 이와 같이 말했다
'우메다카게츠에서 [거인・한신]이라든지, [타이헤이 사부로・지로]라든지、다운타운을 볼 때면（우리들은）완전히 패하고 있다. 그게 분하고 괴롭다.'
다운타운의 만담은 앞에서 언급한 시마다 신스케를 비롯하여, 일부 개그맨으로부터는 높은 평가를 받고 있지만, 그 내용의 참신함에, 당시 소위 말하는 거물 개그맨과 연예 평론가 중에서는 혹평하는 이도 적지 않았다. 실제로, [NHK上方만담 콘테스트]에서는 관객들이 대폭소했음에도 불구하고, 최우수 신인상을 수상하지 못했고 (다운타운의 동기인 [토미즈]가 수상), [ABC 개그 신인 그랑프리]에서는 최우수 신인상을 수상했지만, 일부 심사위원으로부터 '이해가 되지 않는다', '（관객들은）재미있었던 것 같다만, 어디가 재미있는지 이해할 수 없다.'라고 혹평받았다.
개그맨(특히 오사카)들이 극적으로 늘어난 것은 다운타운의 개그 스타일이 단순하게 보여서, 누구든지 할 수 있을 것같이 보였다는 것이 영향을 주었다고 일컬어지고 있다. 시마다 신스케는 다운타운과의 대담에서 이를 언급하면서, '다운타운은 확실한 토크가 가능한 상태에서 확립한 개그 스타일이지만, 처음부터 다운타운과 같은 개그 스타일로 하려는 개그맨들이 많다'고 과거에 지적한 바 있다. 다운타운과 동기인 [토미즈]의 키타무라 마사히데도'모두 마츠모토의 느긋한 토크의 표면만 흉내내고 있는데, 그것만 해서는 안된다. 마츠모토는 처음에는 150km/h의 공을 던질 수 있는 능력을 가지고 있는데, 그걸 일부러 100km/h로 던지고 있다. 다른 녀석들은 110km/h밖에 던질 수 없는데 100km/h으로 던지고 있다.'라고 평가하고 있다. [아메아가리 결사대]가 진행하는 프로그램인 [아메토크]에서, [Untouchable]의 야마사키 히로나리는 '마츠모토 선배님같이, 보케를 쿨하게 하지 않으면 인기를 얻지 못하는 것인가하고 생각하고 있었다.'라고 말했고, 출연자는 당시의 개그맨들의 개그 스타일을 [다운타운 병]이라고 평가했다.

#### 만담가로서의 다운타운
1982년 12월 12일, [THE・TV연예]의 코너인, 신인 토너먼트 오디션 [とび出せ笑いのニュースター・ホップステップジャンプ]에 [라이트형제]라는 이름으로 출전했을 때, 가정 내 폭력에 대해서 개그를 피로하자, 사회자였던 요코야마 야스시는 다운타운의 만담을 '양아치의 대화'라고 혹평하였고, 'TV에서 할만할 개그는 아니다'라고 질책했다. 당연히, 예능계의 주요인물인 요코야마 야스시의 분노에, 신인 개그맨에 불과했던 다운타운은 그 자리에서 굳을 수밖에 없었다. 훗날, 이 사건에 대해서 마츠모토는 '양아치 이야기로 괜찮아. 양아치들이 이야기하고 있길래 들어보니까 재미있었어. 그게 뭐가 나쁜데', '「템포와 빈 틈만을 중시하게 되면 재미있는 것이 태어나지 않게 된다'고, 자신의 저서인 [유서]에서 비판했다.
다운타운으로서의 본격적인 만담은 비디오 [ダウンタウン#ビデオ|ダウンタウンの流]를 마지막으로 피로하고 있지 않지만, 그 후에도 자신들을 [만담가]로 칭하고 있다. 다운타운의 최후는 오사카의 난바 그랜드 카게츠에서 만담을 하는 것으로 정했다고 한다.
다운타운의 만담의 대부분은 2009년 기준으로, 비디오・DVD화조차 되지 않은 채, 다시 보는 것이 어려운 상황이다. 나인티 나인의 오카무라 타카시는 '다운타운의 만담 비디오는 테이프가 끊어질 정도 몇 번이고 보았다'고 [めちゃ×2イケてるッ!]에 출연한 하마다에게 말했다.

## 웃쨩난쨩
다운타운과 같은 세대의 요시모토 흥업 소속 개그맨(하이힐, 지미 오오니시등) 이외의 개그맨과의 공연이 거의 없는 다운타운이지만, 도쿄 진출 후 출연했던 [夢で逢えたら]에서 공연했던 [[웃쨩난쨩]과는 굉장히 사이가 좋다. 1990년대 전기까지는 다운타운과 웃쨩난쨩이 함께 일을 하거나, 또한 서로의 프로그램에 출연하거나 한 적도 있다.
고정 출연하고 있던 [笑っていいとも!]에서는 출연하는 요일이 서로 달랐지만, 연말 특대호에서 함께 출연할 때에는 같은 대기실을 사용했다. 경력도 나이도 다운타운이 더 높음에도 불구하고, 웃쨩난쨩이 다운타운과 대화를 나눌 때에는 기본적으로 경어를 사용하지 않고, 하마다・마츠모토를 '하마쨩', '맛쨩'이라고 부르고 있다. 또한 하마다・마츠모토도 웃쨩난쨩을 '웃쨩', '난쨩'이라고 부르고 있다. 또한, 난바라 키요타카의 결혼식(1993년)에 참석하거나, 난바라의 아이가 태어날 때와 우치무라 테루요시의 결혼에 축하의 메시지를 보냈다고 할 정도로 사적으로도 교류가 깊다. 마츠모토는 '웃쨩과는 가끔씩, 1년에 한 번정도 누구부터라고 할 것도 없이 먼저 연락을 해서 함께 식사를 한다'고 TV에서 이야기한 적이 있다.
한편 콤비끼리 공연은 1998년 방영된 [いろもん・호화특별판]（골든타임의 SP에 다운타운이 게스트로 출연)을 마지막으로 10년 이상 실현되고 있지 않다. 다만, 개인 각자각자의 출연으로는 실현되고 있다. 2003년에 개최된 [제 3회 M-1 그랑프리]에서는 마츠모토와 난바라 키요타카가 개그맨 제 3세대 대표로서 결승전의 심사위원을 지냈다. 게다가 바로 옆 자리에 앉았기 때문에, 귀중한 TWO SHOT으로서, 팬들을 기쁘게 했다. 그 후, [2006년도 제 6회 M-1 그랑프리] 결승전에도, 난바라와 자리를 같이하여 심사원을 지냈다. 또한, 뮤지션으로서 우치무라 테루요시는 [Pocket Biscuit]와 [NO PLAN], 난바라 키요타카는 [Black Biscuit]의 멤버로 [HEY!HEY!HEY!MUSIC CHAMP]에 가끔씩 출연하고 있다. 2009년 1월 3일 TBS에서 방영된 [사상공전!! 웃음의 제전 The Dream Match]에서는 우치무라와 마츠모토가 즉흥 콤비를 결성, [夢で逢えたら] 이후의 콩트를 피로하여, 당당히 우승에 해당하는 [베스트 커플 상]을 수상했다. 이와 같이 깊은 인연이 있는 양 콤비이지만 좀처럼 함께 공연하는 일이 없기 때문에, 다운타운과 웃쨩난쨩이 함께 공연을 할 때면, 후배 개그맨들과 팬들로부터 굉장히 환영을 받고 있다.
마츠모토는 웃쨩난쨩을 '전우. 둘이 인기가 너무 많은 것은 싫지만, 인기가 없는 것도 싫다'고 평가하고 있다. 또한 마츠모토는 자신의 저서에서 '웃쨩난쨩이 없었다면, 다운타운은(인기를 얻는데에）조금 더 시간이 걸리지 않았을까 생각해요.'라고 이야기하고 있다.

## 에피소드
- 하마다는 미에현에 있는 전교생 기숙사 생활이 원칙인 고등학교에 입학했기 때문에, 마츠모토와는 이전과 같이 언제나 함께 있는 사이가 아니게 되었지만, 힘든 환경이었기 때문에 하마다는 산골에 있는 기숙사에서 몇 번이고 도망을 반복했고, 탈주 수단으로서 때로는 무임승차도 했기 때문에 마츠모토에게 전화를 걸어 전차비를 빌려 내곤 했다.
- NSC 연수생 시절, 개그 소재 발표회를 앞두고 당시, 인기절정이었던 [신스케・류스케]의 만담이 녹음된 카세트 테이프를 완벽하게 흉내낼 수 있을 때까지 반복해서 들었다. 당시, NSC는 제 1선에서 활약하고 있는 요시모토 흥업 소속의 선배 개그맨들을 강사로 초청한 적이 있는데, 시마다 신스케, 아카시야 산마,[올 한신・거인]도 강사로서 NSC에 왔었다. 그 셋이 어느 날, 모인 자리에서 'NSC에 눈에 띄는 녀석 있었나?'라는 주제로 대화를 나누게 되었는데, '굉장한 녀석 둘 있었어', '그 팀(다운타운) 뿐이었지'라고 세 명 모두 다운타운 (마츠모토・하마다)로 의견을 일치했다[2].
- 콤비명은 [마츠모토・하마다], [마사토시・히토시], [청공 테루오・하루오], [라이트 형제] 등, 계속 바뀌었지만, 1983년 한 커피숍에서 생각없이 펼친 잡지에 우연히 기재되어 있던 [다운타운]이라는 문자([さんまのまんま]에서)로 정하고, 겨우 정착했다.
- 대기실에서 단 둘이 있는 것을 극도로 무서워하여, 회의 등을 할 때면, 담당 매니저가 화장실에 가지 못하도록 계속 이야기를 한다고 한다.
- 하마다가 아파서 방송을 쉬었을 때, 마츠모토는 거친 말투였지만 하마다를 누구보다 한층 걱정한다. 어느 프로그램의 녹화에서, 하마다가 몸이 아파 나오지 못한 날도, 마츠모토는 혼자서 침착하지 못한 태도를 보이며, 녹화 후 스태프를 비롯한 전원이 모였을 때도, 마츠모토는 혼자서 대기실의 구석에서 쓸쓸한 듯이 있었던 적도 있다. (웃쨩난쨩・난바라와 코코리코・다나카 나오키의 증언에 의하면).
- 스낵 바에서 아르바이트를 했을 때, 스낵 바에서 집까지 돌아갈 전철비가 없어서 미나미부터 아마가사키까지, 커피 우유 하나 가지고 서로 나누어 먹으며 걸어서 집으로 돌아간 적이 있다.
- [카게츠]에서 만담을 했을 때, 객석에서 '제대로 해!! 돈 돌려줘!!'라고 막말을 들은 하마다는「그래! 돌려주지! 얼마냐 병신아!!'라고 말하며, 바지 주머니에 있던 동전을 그 관객을 향하여 던졌다.
- [우메다카게츠], [난바 카게츠], [쿄토 카게츠]의 순회 공연을 하던 시기의 다운타운의 교통수단은 하마다가 처음으로 대출을 받아 산 [토요타・마크II]였다.
- 오사카 신사이바시에서 활동하던 시절, 너무나 뜨거웠던 이들의 인기 때문에 '다운타운이 도톰보리를 걸으면 자위대가 출동한다'는 우스개소리가 있었다.
- [ダウンタウンのごっつええ感じ#긴급기획] 중 [청춘 Playback]이라고 제목붙인 기획에서 아마가사키의 상점가를 방문한 마츠모토는 '하마다에게 요시모토에 들어가자는 권유를 받지 않았다면, 나는 지금과 달리 뚱뚱한 아저씨가 되어, 부인에게 이용당하면서 살았을거예요'라고 이야기했다.
- 둘 다 술에 약하다. 그 때문에 다운타운은 술에 관한 에피소드가 적다. 다만, 둘다 술을 전혀 못하는 건 아니어서, 고정 프로그램에서 술을 주고받으면서 토크를 하는 모습을 볼 수 있다. 또한, 둘 다 고소공포증이 있어, 롤러코스터나 바이킹은 타지 못한다. 그 때문인지, 프로그램에서 롤러코스터나 바이킹을 타는 일은 별로 없다.
- 마츠모토는 하마다와 만나기 전에, 게이가 아닌가하고 의심이 들 정도로 사이가 좋은 친구가 있어, 그 친구와 만담 등을 하며 청춘을 보내고 있었다. 중학교에서 하마다를 만나면서, 세 명에서 자주 놀던 어느 날, 하마다와 그 친구와 싸움을 벌여, 그 친구를 쓰러뜨린 하마다가 '더이상 됐어, 맛층 가자!!'라고 말하자, 마츠모토는 이해가 잘 안가면서도 따라갔다고 한다. 이 사건이 없었다면 다운타운은 탄생하지 못했을 것이라고 마츠모토는 자주 이야기하고 있다. 그 후, 그 친구와는 서먹서먹한 관계가 되어, 같이 노는 일은 없어졌다고 한다. （그 친구는 전 파트너로서 TV에 출연하거나, 라디오의 공개방송에 참석했다고 한다.）

## 작품

### 싱글
- 夕陽家族（1989년 10월 8일）
- 生きろ・ベンジャミン/いとしのゴルゴ（마츠모토 버전）（1991년 2월 21일）
- 生きろ・ベンジャミン/えっ!さよなら（하마다 버전）（1991년 2월 21일）
- Grandma Is Still Alive（1994년 7월 21일）　※[GEISHA GIRLS] 명의
- 소년（1995년 5월 19일）　※[GEISHA GIRLS] 명의
- 「エキセントリック少年ボウイ」의 테마（1997년 9월 25일）　※[エキセントリック少年ボウイオールスターズ] 명의
- 日影の忍者勝彦（1998년 5월 25일）　※[日影の忍者勝彦オールスターズ] 명의
- 明日があるさ（2001년 3월 28일）　※[Re:Japan] 명의
  - 이 곡으로 2001년에 두 번째의 홍백가합전 출장을 달성하였다.
- 明日があるさ UnderGround 2step Remix（2001년 7월 4일）　※[Re:Japan] 명의
- bittersweet samba ~일본의 새벽 전（2002년 3월 13일）　※[Re:Japan] 명의

여기까지가 다운타운 관련의 싱글이다.
2004년 11월「하마다 마사토시와 마키하라 노리유키」라는 음악 유닛의 크리스마스 송인 [치킨 라이스]의 작사는 마츠모토가 담당했던, 공동작업 케이스도 있다.

### 앨범
- GOBU-GOBU（1988년 10월 21일）
  - CBS 소니에서 발매된 미니 앨범으로 가수 데뷔작이다. 토코로 죠지가 곡과 가사를 제공하였다.
- 만력의 나라（1991년 3월 21일）
  - 싱글 [살아라・벤저민」（마츠모토 버전과 하마다 버전의 2종류로 발매)의 발매 후에 발매되었다. 마츠모토, 하마다의 솔로곡도 담고 있으며, 우자키 류도, 토코로 죠지, 오쿠다 타미오, 시마다 신스케 등이 노래와 가사를 제공하였다.
- 夢で逢えたら Memorial Album（1992년 9월 18일）
  - [夢で逢えたら]의 사운드 트랙
- GEISHA "Remix" GIRLS（1994년 8월 19일）
- GEISHA GIRLS SHOW 화염의 아저씨 시간（1995년 5월 19일）
- GEISHA GIRLS "Remix" SHOW 속・화염의 아저씨 시간（1995년 6월 21일）
  - 사카모토 류이치의 프로듀스에 의해, 뉴욕에서 CD 데뷔했을 때는 [THE GEISHA GIRLS]라는 유닛명을 사용하였다.
  - 일본에서는 아랫거리에도 주거지가 있고, 부유층들이 사는 주택지구에도 번화가가 있는 경우가 많기 때문에, 다운타운을 단순하게 [아랫거리]로 번역하면 의미가 달라자기 때문에 이 유닛명을 택했다.
  - 다만, 이러한 명명의 이유에 대해서는 어디까지나 편의적인 것으로, 실제 명명의 계기가 될 가능성이 있다. 이것은 [ガキの使い]의 토크 녹화에 사카모토 류이치가 관람하러 왔으며, 훗날 토크 수록에서 이 일에 대해서 이야기를 하였다. 그로부터 '사카모토 프로듀스로 CD데뷔 하자'는 이야기까지 이르러, '유닛명은?'이라는 하마다의 질문에 대해, 마츠모토가 생각없이 말한 '사카모토 류이치 프로듀스, GEISHA GIRLS!!'가 직접적인 계기이다.
  - 방송 녹화 후, 들뜬 프로그램 스탭이 뉴욕에 있는 사카모토의 사무소에 프로듀스 의뢰 제의를 하였고, 사카모토가 '다운타운이 레코딩 작업으로 뉴욕에 올 수 있다면'이라는 조건부 허락을 하였다. 이로 인해 다운타운과 사카모토 류이치에 의한 [THE GEISHA GIRLS]이 결성되었다. 미국의 인기DJ인 오비 트라이스도 참가하였다.
- ダウンタウンのごっつえぇ感じ 음악전집（1997년 12월 15일）
  - 방송 [ダウンタウンのごっつええ感じ]의 사운드 트랙
- look up to the sky ~明日があるさ~（2002년 3월 27일）　※[Re:Japan] 명의

### 비디오
- 다운타운 이야기 (1988년）
- OH! MY 할렐루야 (1988년）
- 다운타운 호러・대마신이 노한다（1989년）
  - 웃쨩난쨩이 게스트로 참가한 코미디.
- 다운타운의 흐름（1991년）
  - 만담, 쇼트 콩트를 수록.
- ダウンタウンのごっつええ感じ Vol.1~10（1995~1998년）
  - 동 TV 프로그램에서 걸작 콩트를 엄선하여 수록, 발매한 비디오.
- ダウンタウンのガキの使いやあらへんで!! Vol.1~7（1995~1998년）
- ダウンタウンのガキの使いやあらへんで!! 10주년 기념 걸작 토크 Best Selection Vol.1~4（1999년）
- 明日があるさ（2001년）

### DVD
- The Very Best Of ダウンタウンのごっつええ感じ Vol.1~5（2003년）
- Vol.1 [ダウンタウンのガキの使いやあらへんで!!　벌칙 게임!!　하마다 팀 체육관에서 24시간 숨바꼭질 ＋ 명작&걸작 토크집]（2004년 8월 25일, 요시모토 R and C）
- Vol.2 [ダウンタウンのガキの使いやあらへんで!!　罰　마츠모토 나홀로 폐여관 1박 2일 여행! ＋ 명작&걸작 토크집]（2004년 9월 29일）
- Vol.3 [ダウンタウンのガキの使いやあらへんで!!　罰　마츠모토 팀 절대 웃어서는 안되는 온천여관 여행! + 명작&걸작 토크집]（2004년 10월27일）
- Vol.4 [ダウンタウンのガキの使いやあらへんで!!　話　포복절도열전! 신작 토크집 + 15년간의 벌칙게임의 계보 등]（2004년 11월 25일）
- Vol.5 [ダウンタウンのガキの使いやあらへんで!!　罰　절대로 웃어서는 안되는 온천 여관 1박 2일 여행 in 유가와라 + 명작&걸작 토크집] (2005년 6월 29일）
- Vol.6 [ダウンタウンのガキの使いやあらへんで!!　負　야마사키vs모리만 남자와 여자의 진검승부! 웃음의 신이 강림한 기적의 명장면집]（2005년 7월 27일）
- Vol.7 [ダウンタウンのガキの使いやあらへんで!!　話　소혼난입전! 걸작 토크집!!]（2005년 9월 21일）
- Vol.8 [ダウンタウンのガキの使いやあらへんで!!　罰　방송 800회 돌파기념 영구보존판 ~마츠모토・야마사키・코코리코 절대로 웃어서는 안되는 고등학교~] (2006년 11월 29일）
- Vol.9 [ダウンタウンのガキの使いやあらへんで!!　話　방송 800회 돌파기념 영구보존판 ~소신강림전! 걸작 토크집！~] （2007년 1월 31일）
- Vol.10 [ダウンタウンのガキの使いやあらへんで!!　罰　다운타운 결성 25주년 기념 영구보존판 ~하마다・야마사키・엔도 절대로 웃어서는 안되는 경찰서 24시~] （2007년 12월 19일）
- Vol.11 [ダウンタウンのガキの使いやあらへんで!!　話　다운타운 결성 25주년 기념 영구보존판 ~유아독소전！걸작 토크집!~] （2008년 1월 30일）
- Vol.12 [ダウンタウンのガキの使いやあらへんで!!　罰　절대로 웃어서는 안되는 병원 24시] （2008년 12월 26일）

## 출연
다운타운으로서의 출연방송을 기재하였다. 솔로 활동으로서의 출연작품은 하마다 마사토시와 마츠모토 히토시의 출연 항목을 참조할 것.

### 현재 방영중인 고정 프로그램
- 일요일 ダウンタウンのガキの使いやあらへんで!! 저녁 10시 56분~11시 26분（니혼 TV 계열）
- 목요일 DOWNTOWN DX 저녁 10시~10시 54분（니혼 TV 계열／제작：요미우리 TV）
- 일요일 爆笑 大日本アカン警察 저녁 7시 58분 ~8시:54분 (56 분) (후지 TV)

### 과거에 출연한 TV／라디오 방송／CF
- 다운타운 이야기（1987~1988년, 마이니치 방송）
- 桂三枝の大当り!初春長屋（1988년, 칸사이 TV）
- THE 요시모토 흥업 살인사건（1988년, 아사히 방송）
- 웃쨩난쨩의 편리한 이야기（1990년, TV TOKYO）※게스트 출연
- 기묘한 이야기 ~역전~ (1992년, 후지 TV）※카메오 출연
- 竜馬におまかせ!（1996년, 니혼 TV）※하마다 주연작품으로 마츠모토는 [마치무스메]역으로 게스트 출연
- 전설의 교사（2000년, 니혼 TV）※마츠모토 주연작품으로, 하마다는 마지막회에 게스트 출연
- 明日があるさ（2001년, 니혼 TV）

- ABOBA 게임（1984~1985년, 아사히 방송）
- 今夜はねむれナイト（1985~1987년, 칸사이 TV／관서지방 로컬방송）
- なげやり倶楽部（1985년 10월~12월, 요미우리 TV／관동지방 로컬방송）
- さんまの駐在さん（1985년, 아사히 방송／관서지방 로컬방송）
- 欽ドン!ハッケヨーイ笑った!（1986~1987년, 후지 TV）
- ひょうきん予備校（1987년 4월~8월, 후지 TV／관동지방 로컬방송）
- 4時ですよーだ（1987~1989년, 마이니치 방송／관서지방 로컬방송）
  - 주간 다운타운・재미있는 곳SP（[4時ですよーだ]의 총결산 편）
- ひょうきんミニ放送局（1987~1988년, 후지 TV／관동지방 로컬방송）
- ダウンタウンのゆーたもん勝ち!（1988년 4월~9월, 마이니치 방송／관서지방 로컬방송）
- 일해라 다운타운（1988~1989년, 마이니치 방송／관서지방 로컬방송）
- 夢で逢えたら（1988~1991년, 후지 TV）
- Boy Meets Girl 恋々!!ときめき倶楽部（1988~1989년, 니혼 TV／관동지방 로컬방송）
- DAY BREAK（1988~1989년, 주부 니혼 방송／중경지방 로컬방송）
- 森田一義アワー 笑っていいとも!（1989~1993년, 후지 TV）
- ツキイチダウンタウン (1989년 4~9월, 마이니치 방송／관서지방 로컬방송）
- ききわけのない悪魔たち（1989~1990년, TV TOKYO）
- 다운타운 SPECIAL（1989~1990년, 마이니치 방송／관서지방 로컬방송）
- 全員出席!笑うんだってば（1989년 10~12월, 니혼 TV）
- ビレッジ吉本（1989년, TBS／관서지방 로컬방송）
- EX 텔레비전（1990~1994년, 요미우리 TV）
- 신스케의 아무래도 좋은 꿈（1990년 4~10월, 니혼 TV／관서지방 로컬방송）
- DANCE DANCE DANCE（1990~1991년, 후지 TV）
- ダウンタウンの素（1990年~1992년, 마이니치 방송/관서지방 로컬방송）
- 저녁 노을의 맛쨩 하마쨩（1990~1991년, 아사히 방송／관서지방 로컬방송）
  - 松ちゃん浜ちゃんの純情通り3番地（1991~1992년, 아사히 방송／관서지방 로컬방송）
- 세계의 상식・비상식!（1991년 4~11월, 후지 TV）
- 꿈 속에서（1991~1992년, 후지 TV）
- ダウンタウンのごっつええ感じ（1991~1997년, 후지 TV）
- 摩訶不思議 ダウンタウンの・・・!?（1992~1993년, 아사히 방송／관서지방 로컬방송）
- 생생생생 다운타운（1992~1993年, TBS）
- ダウンタウン也（1993年4~9月, TBS）
- ダウンタウン汁（1993~1994年, TBS）
- 발명장군 다운타운（1993~1996년, 니혼 TV）
- かざあなダウンタウン（1995~1996년, TV ASAHI）
- 다운타운・세븐（2001~2003년, 마이니치 방송）
- WORLD DOWNTOWN（2004년 4~9월, 후지 TV）
- 考えるヒト～公募の錬金術or考えるヒトコマ～（2004~2005년, 후지 TV）
- HEY!HEY!HEY!MUSIC CHAMP (1995년~2012년 후지 TV 계열）
- Lincoln (2005년~2013년, TBS）

{{숨김|제목모양=text-align: left; background-color: #CECCFB;|확장=yes|1=사회 또는 메인으로 출연한 단발／SP 프로그램|2=
- ダウンタウン&寛平のホノルルマラソン（1988년 1월 7일, 요미우리 TV）
- 2쵸메 비밀 클럽（1988년 1월 14일, 칸사이 TV／관서지방 로컬방송）
- ヤンタン対仲村トオル 野球大会（1988년 5월 2일, 마이니치 방송／관서지방 로컬방송）
  - MBS 영 타운의 고정 멤버와 나카무라 토오루의 야구팀이 대결한 VTR을 보면서 토크
- ダウンタウンのそらアンタたまには帰ってくるで!（1990년 5월 6일, 마이니치 방송／관서지방 로컬방송）
- 激突!!おおさかNo.1決定戦　ダウンタウンvs寛平・淡海（1988년 6월 4일, 요미우리 TV／관서지방 로컬방송）
  - 다운타운과 오가와 나츠미가 사회
- ダウンタウンの笑わしたる隊（1990년 8월 16일, 주부 니혼 방송／중부지방 로컬방송）
- 퀴즈・아메리카 이야기（1990년 9월 8일, 니혼 TV）
  - 퀴즈・오세아니아 이야기（1991년 2월 10일）
  - 퀴즈・할리우드 이야기（1991년 6월 29일）
    - 이츠미 마사타카와 다운타운이 사회
- 웃쨩난쨩＆다운타운 스페셜 ~SHA.LA.LAの使いやあらへんで!!~（1990년 12월 29일, 니혼 TV）
- ウッチャンナンチャン&ダウンタウンのびっくりさせまSHOW!!今夜決定ドッキリびっくりグランドチャンピオン!!（1991년 4월 8일, 니혼 TV）
- 다운타운의 열투!! 전큐슈 개그 선수권（1991년 7월 28일, TV 니시니혼／큐슈지방 로컬방송）
- '91 FNN 연말 보도SP・뉴스가 눈에 스며든다（1991년 12월 22일, 후지 TV）
- 다운타운의 너희들 어른을 깔보지마!!（1991년 12월 26일, TV ASAHI）
- ダウンタウンの男ットコ前やな〜!（1991~1993년, 니혼 TV）
- ダウンタウンの正月からかなわんな（1992년 1월 3일, TBS）
- 다운타운의 짝퉁에 속으면 바보야!!（1992년 2월 19일, TV ASAHI）
- 리틀4 예능계 골프왕에의 길・입문편（1992년 4월 12일, 후지 TV）
- 24시간 TV ~사랑은 지구를 구한다~ (1992년 8월 29~30일, 니혼 TV)
- 긴급생방송! 웃음의 회오리, 수도를 직격하라（1992년 10월 1일, TBS）
- 다운타운의 1억 2천만명의 슈퍼 텐리쿠（1992년 10월 7일・12월 23일・1993년 3월 31일, TBS）
- 앗코에게 맡겨주세요!（1992년 10월 25일, TBS）
- 하츠모우데! 폭소 히트 퍼레이드（1993년・1995년・2000년, 후지 TV）
  - 제 26회 하츠모우데! 폭소 히트 퍼레이드・제 2부（1993년 1월 1일）
  - [[하츠모우데! 폭소 히트 퍼레이드#첫 웃음SP! 제 1부 [제 28회 하츠모우데 폭소 히트 퍼레이드]|제 28회 하츠모우데! 폭소 히트 퍼레이드・제 3부 다운타운의 허벌나게 경사스러운 신년화]]（1995년 1월 1일）
  - 제 33회 하츠모우데! 폭소 히트 퍼레이드（2000년 1월 1일）
- ダウンタウンのハッピーニューイヤーンバカーン（1993년 1월 2일・6월 10일, 니혼 TV）
- ダウンタウンのイタい奴っちゃなァー芸能界まるごとウタわしたろかァ!?（1993년 10월 9일, 후지 TV）
- スーパー電波バザール 年越しジャンボ同窓会（1993년 12월 31일, 니혼 TV）
  - 다운타운의 동시간대 프로그램을 날려버리자!!'94（1994년 10월 4일・12월 31일, 니혼 TV）
- ハッスルかましてよかですか!? (1994년 1월 1일, 후지 TV)
- ダウンタウンのアジアパー1（1995년 3월 15일, TV ASAHI）
- FNS 방송대항!THE・가을의 제전SP（1995년 9월 25일, 후지 TV）
  - Aブロック「ダウンタウンのごっつええ感じ」(THE TEAM FIGHT)의 사회를 담당
- 다운타운의 오늘 밤은 150분 아미네데모미 상 (1997년 4월 1일, 후지 TV)
- 질풍노도!FNS의 날 SUPER SPECIAL XI 한여름의 27시간 그대로 쭉 카니발 ~REBORN~（1997년 7월 26~27일, 후지 TV）
- 다운타운의 좀처럼 볼 수 없어! 1998년 대상（1998년 12월 30일, TV ASAHI）
- 2丁目劇場ファイナル ダウンタウンですよーだ (1999년 3월 13일, 마이니치 방송／관서지방 로컬방송)
- ダウンタウンのものごっつええ感じSP (2001년 10월 12일, 후지 TV)
- “LAUGH & PEACE” 웃음은 일본을 구한다. (2002년 10월 5일, 니혼 TV)
- 예능계 그 때는 모두 젊었어SP (2003년 3월 14일, 후지 TV 금요 엔터테인먼트)
- 다운타운의 버라이어티 50년사 (2003년 8월 2일, 니혼 TV)
- 수수께끼를 풀어라! 설마했던 미스터리(2004년 12월 3일・12월 17일, 니혼 TV)
  - 근신 중의 시마다 신스케의 대리사회
- 퀴즈! 헥사곤 (2004년 12월 8일, 후지 TV)
  - 근신중의 시마다 신스케의 대리로 하마다 마사토시가 사회, 마츠모토 히토시가 해답자로 출연
- 사상공전!! 웃음의 제전 THE DREAM MATCH (2005~2009년 TBS 텔레비전)
- 개그맨 부자로 만담왕 결정전SP (カスペ!枠 2006~2008년, 후지 TV)
- ダウンタウンがキャスターやりますスペシャル (ドスペ!枠 2006年・2007年、テレビ朝日）
- 다운타운vs마술사 Dr.레온!! 절대로 꿰뚫어주겠어 사상최강 마술SP (2006년・2007년, 니혼 TV)
- ダウンタウンのガキの使いやあらへんで!!大晦日年越しSP （2006~2008년, 니혼 TV）
  - 절대로 웃어서는 안되는 경찰 24시!!（2006년 12월 31일 ~ 2007년 1월 1일）
  - 절대로 웃어서는 안되는 병원 24시!!（2007년 12월 31일 ~ 2008년 1월 1일）
- 제 1부 야마사키 VS 모리만 오오미소카 대결SP（2008년 12월31일）
- 제 2부 절대로 웃어서는 안되는 신문사 24시!（2008년 12월 31일 ~ 2009년 1월 1일）
- 오로나민CオロナミンC 킹 오브 콩트 2008（2008년 10월 5일, TBS TV）

}}
- 아마추어 명인전（1982년 6월 6일, 마이니치 방송・TV 데뷔 프로그램）
- 笑ってる場合ですよ!（1982년 8월, 후지 TV）
- THE TV 연예（1982년 12월 12일, TV ASAHI）
- エキスタ寄席（1984년 7월 10일, 아사히 방송）
- 개그 스타 탄생!!（1985년 1월 19일・3월 16일・3월 23일, 니혼 TV）
- 농담 화보（1986년 3월 26일・1987년 8월 5일, 후지 TV）
- 河田町プッツン意思表示（1986년 9월 9일・화요 와이드 스페셜、후지 TV）
- 하츠모우데! 폭소 히트 퍼레이드（1987~1992년 1월 1일, 후지 TV）
- 산마・츠루베의 라디오・TV 이원생방송 ~양탕・톤네루즈 야구대회（1987년 5월, MBS 마이니치 방송／관서지방 로컬방송）
- 初笑い浪花の陣（1988년 1월 3일・1990년 1월 2일, ABC TV／관서지방 로컬방송）
- 花王名人劇場～生中継!オールスター勢揃い 今年も笑っていただきます（1988년 1월 3일, 후지 TV 계열／제작：칸사이 TV）
- ノックは無用!（1988년 10월 22일, 칸사이 TV／관서지방 로컬방송）
- CLUB 신스케（1988년 10월 22일, TV ASAHI 계열／제작：ABC 마이니치 방송）
- 所＆邦子の笑いもん勝ち!（1989년 1월 3일, TBS／관동지방 로컬방송）
- 遊々!文珍クラブ（1989년 3월 26일, ABC TV/관서지방 로컬방송）
- 굉장한 친구들 II（1989년 4월 16일, TBS）
- 긴급 UFO 소련 현지 취재특보!!　비트 타케시VS야오이 쥰이치 UFO 대담（1989년 12월 31일, 니혼 TV）
- タケちゃんの笑って逃げきる大晦日 ~バラエティ30年史~（1989년 12월 31일, 후지 TV）
- 불면불휴의 DEATH MATCH・5시간 10분 웃을 수 있습니까!?（1989년 12월 31일, 니혼 TV／관동지방 로컬방송）
- 올스타 격돌퀴즈 맞혀줘!（1990년・1991년, TBS）
- 女はダバダ…（1990년 1월 14일, 후지 TV）
- どちら様も!!笑ってヨロシク（1990년 2월 7일, 니혼 TV）
- 邦ちゃんのやまだかつてないテレビ（1990년 2월 21일・28일, 후지 TV）
- 제 1회 유명인 닮은꼴 대상（1990년 3월 8일, 니혼 TV）
- 知ってるつもり?!「에노모토 켄이치」（1990년 3월 18일, 니혼 TV）
- 슈퍼 퀴즈 스페셜（1990~1991년・1993년, 니혼 TV）
  - 4월은 인기 프로그램이지요 SHOW by ショーバイ!!（1990년 4월 11일・1991년 4월 3일）
  - 가을은 인기 프로그램이지요 SHOW by ショーバイ!!（1990년 10월 3일）
  - 10月월은 인기 프로그램이지요 SHOW by ショーバイ!!世界まる見えマジカルで笑ってヨロシク!!（1991년 10월 2일）
    - ダウンタウンのガキの使いやあらへんで!! 팀으로서 출전

  - 가을은 인기 프로그램이지요 SHOW by ショーバイ世界まる見えマジカル頭脳で笑ってヨロシクどんなMONだい?!（1993년 10월 6일）
    - 발명장군 다운타운으로부터의 퀴즈 출제와 프로그램 홍보를 겸해서 VTR 출연
- 토코로 씨의 새빨간 TV（1990년 5월 21일, 니혼 TV）
- 스타 폭소 Q&A（1990년 6월 18일, 니혼 TV）
- 프로야구 뉴스（1990년 7월 9일, 후지 TV）
- FNS의 날（1990~1993년・1995년）⇒27시간 TV（2001년・2008년, 후지 TV）
  - FNS 슈퍼 스페셜 1억 명의 TV꿈 열도'90（1990년 7월 21~22일）
  - FNS 슈퍼 스페셜 1억 2천만명의 TV꿈 열도'91（1991년 7월 20~21일）
  - FNS의 날 슈퍼 스페셜 1억 2천만 명의 헤이세이 교육TV（1992년 7월 18~19일）
  - FNS 대 서비스 버라이어티 1억 2450만 명의 헤이세이 교육TV（1993년 7월 24~25일）
  - FNS의 날・1억 2500만 명의 초 꿈 열도 그 안에 어떻게... 23시간（1995년 7월 15~16일）
  - FNS ALLSTARS 27시간 웃음의 꿈 열도（2001년 7월 21~22일）
  - FNS 27시간 TV!! 모두 웃는 얼굴의 익살스러움 꿈 열도!!（2008년 7월 26~27일）
    - HEY!HEY!HEY!MUSIC CHAMP 본 방송 녹화 중의 스튜디오에 아카시야 산마가 난입. 　※다음날、7월 28일 방영된 [HEY!HEY!HEY!]에서는 CF 중의 모습도 방영되었다.
- MBS초 와이드 축제 ~여러분께 보살핌 받아서 40년~ 제 2부（1990년 9월 1일, 마이니치 방송／관서지방 로컬 방송）
- TV 탐정단（1990년 9월 30일, TBS）
- 킨쨩의 폭소 가장 콘테스트! 제 31회 전일본 가장대상（1990년 10월 7일, 니혼 TV）
  - ガキの使いやあらへんで!!의 기획에서 아마추어로서 출전
- 밤에도 열심히.（1990년 11월 10일, 니혼 TV）
- 카미오카 류타로에게는 속지 않아!（1990년 12월 12일, 후지 TV）
- 퀴즈 연말은 SHOW by ショーバイ!!（1990년 12월 26일, 니혼 TV）
- FNS 프로그램 대항! 과연! THE 봄,가을의 제전SP（1991~1994년, 후지 TV）
  - 가을의 제전（1991년 9월 30일・1992년 9월 29일・1993년 10월 4일・1994년 10월 3일）
  - 봄의 제전（1992년 3월 30일・1993년 3월 2일日・1994년 3월 29일）
    - ダウンタウンのごっつええ感じ 팀으로서 출전
- 테츠코의 방（1991년 10월 21일, TV ASAHI）
- 春の人気番組勢揃い!!（秘）テレビの裏側大公開（1993년 3월 22일, 니혼 TV）
  - 다운타운・대기실에서의 사건
- 뉴스 스테이션（1993년 3월 25일, TV ASAHI）
- 시무라 켄은 어떠하신지요（1994년 3월 23일, 후지 TV）
- 시무라 켄의 바보 주군（1995년・1998년, 후지 TV）
  - 시무라 켄의 바보 주군! 신춘SP（1995년 1월 4일）
  - 신춘!첫 웃음!!시무라 켄의 바보 주군（1998년 1월 3일）
- 치이 치이 치이 타케오는 53세 아이돌（1995년 7월 9일, 후지 TV 계열／제작: 칸사이 TV）
- 제 46회 NHK 홍백가합전（1995년 12월 31일, NHK 종합）
  - 하마다 마사토시가 H Jungle with t로서 출장하였고, 마츠모토 히토시 [GEISHA GIRLS]로 분하여 난입하였다.
- 빛나는 일본의 별! 다운타운을 만든다!（1996년 11월 6일・11월 13일・12월 11일, TBS）
- パパパパPUFFY（1997년 10월 8일・1998년 3월 21일, TV ASAHI）
- 뮤직 스테이션（1997년・1998년, TV ASAHI）
  - エキセントリック少年ボウイオールスターズ로서 출연（1997년 10월 31일）
  - 日影の忍者勝彦オールスターズ로서 출연（1998년 6월 5일）
- 뮤직 스테이션 스페셜 SUPER LIVE'97（1997년 12월 26일）
  - エキセントリック少年ボウイオールスターズ로서 출연
- 속보! 노래의 대사전 10（1997년 11월 5일, 니혼 TV）
- 초 코메디 60!（1998년 5월 7일, TBS）
- 이로몬 호화특별판（1998년 6월 6일, 니혼 TV）
- COUNT DOWN TV 상반기SP（1998년 6월 27일, TBS）
  - 日影の忍者勝彦オールスターズ로서 출연
- BEST HIT TV 지고 싶지 않고 지지 않아SP（2001년 9월 30일, TV ASAHI）
- 제 43회에 빛나는! 일본 레코드 대상（2001년 12월 31일, TBS）
  - Re:Japan으로서 특별상을 수상
- 제 52회 NHK 홍백가합전（2001년 12월 31일, NHK 종합）
  - Re:Japan으로서 출전장, ウルフルズ와 공연

- おっと!モモンガ（1985~1986년, 라디오 오사카（OBC）／관서지방 로컬방송）
- 한밤 중에（1986~1987년, MBS 라디오／관서지방 로컬방송）
- 2쵸메 다운타운（1986~1989년, 라디오 오사카／관서지방 로컬방송）
  - 라디오 2쵸메 극장（1987~1989년, 라디오 오사카／관서지방 로컬방송）
- MBS 영 타운 목요일（1987년 8월 ~ 1991년, MBS 라디오／관서지방 로컬방송）
  - 본래「MBS! 영 타운!」이라고 타이틀 콜을 하는데, 다운타운은 「MBS!（이 부분은 YOU 등의 여성 사회자가 담당）」에 덧붙여 담담하게「다운타운」이라고 중얼거려 화제가 되었다.
- ロッテヤンスタNo.1（1987~1989년, 닛폰 방송）

- 미스터 도넛 - 토코로 죠지、카타기리 하이리와 공연 (1986년）
- 요시모토 흥업 - 난바 그랜드 카게츠（요시모토 회관 NGK 시어터） - 개장 축하 공연 CF（1987년）

※관서지방 한정 CF
- 니혼 여행 - 「빨간 풍선」 （1987년） ※관서지방 한정 CF
- 우정성 - 보험 업무 （1987년）
- 산요 전기 - 세탁기 （1987년）
- 혼다 - 스쿠터「DIO」 （1987~1988년） ※관서지방 한정 CF
- 오사카 가스 - 샤워 캠페인「빈빈 샤워」 （1988년） ※관서지방 한정 CF
- 후지 필름 （1988년）
- 하우스 식품 - 인스텀트 라면 「好きやねん」 （1988~1989년） ※관서지방 한정 CF
- 파나소닉 - VHS 비디오 카메라 「MACLORD VHS Movie NV-M10」 （1989년）
- 산토리 - 캔 홍차 「テス」（1989~1990년）
- 코와 신약 - 「ウナコーワ」（1990년）
- 유니벨 - 구인 정보 서비스 「다이얼 삐뽀Q」（1990~1991년） ※관서지방 한정 CF
- 도요타 자동차 - 「60일간의 웰컴 대작전」　「웰컴 대작전 Part.2」　「웰컴 대작전（カーケア）대작전」 （1991~1994년）
- 허드슨 - 게임 소프트 「슈퍼 모모타로 전철II」 「모모타로 전설 외전」 「고교명인의 대모험도」 （1991~1992년）
- 롯데 - 스낵 과자 「SOYA」 （1992년） ※관동지방 한정 CF
- 롯데 - 츄잉 껌 「ＦＲＥＳＨ」 카세 다이슈와 공연 （1992년）
- 다이이치 흥상 - 노래방 점포 「빅 에코」 （1992년）
- 후지 TV - 철학 ~후지 TV・가을 캠페인（1992년 9월）[3]
- 기린 비버리지 - 탄산음료 「OSMO」 （1992~1993년）
- am/pm - 「おこめサンド」「とれたて弁当」とれたて安心二重丸シリーズ（1992~1995년）
- 롯데 - 츄잉 껌 「후라보노」 （1993년）
- 롯데 - 스낵 과자「베이커리 가족」 「POPOLI」 （1993~1994년）
- 소니 픽쳐스 엔터테인먼트 - 영화 「로빈 훗 킹 오브 타이츠」 （1993년）
- 일본 코카 콜라 - 캔 커피 「Zotto」 （1996년）
- 일본 코카 콜라 - 캔 커피 「GEORGIA」『明日があるさ』CF 드라마 시리즈 （2000~2002년）
나카마 유키에, 히가시노 코지, 후지이 타카시藤井隆, 코코리코, 런던부츠 1호 2호、야마다 하나코、하자마 칸페이、하나키 쿄、아메아가리 결사대、홍콩、시미즈 케이、야자와 나오코、카츠라 산시、모리시게 히사야와 공연
- 도완코 - 착신 멜로디 「着と～く」 「イロメロミックス」 （2004~2006년）
- フィールズ - 파칭코 기계 「CR明日があるさ 요시모토 월드」（2005년） 하자마 칸페이, 코코리코, 런던부츠 1호 2호, 히가시노 코지, 야마다 하나코, 후지이 타카시와 공연

## 수상 경력
- 1982년 제 3회 이마미야 코도모 에비스 신인 만담 콩쿨 최우수상
- 1982년 마이니치 방송 아마추어 명인회 명인상
- 1982년 笑ってる場合ですよ!お笑い!君こそスターだ! 그랜드 챔피언
- 1984년 제 5회 ABC 신인 개그맨 그랑프리 최우수 신인상
- 1984년 第 14회 NHK 만담 콘테스트 우수상
- 1985년 제 2회 카게츠 대상 카게츠 신인상
- 1986년 제 21회 上方漫才大賞 신인장려상
- 1987년 第 15회 일본 방송 연예 대상 최우수 Hope상
- 1987년 제 22회 上方漫才大賞 장려상
- 1987년 제 7회 花王名人大賞 최우수 신인상
- 1988년 제 23회 上方漫才大賞 장려상
- 1989년 제 24회 上方漫才大賞 대상

## 서적

### 관련서적
- 타모리의, 다운타운도 세기말 퀴즈 그거 해 보자 2（1991년, 후소샤）ISBN 4-594-00854-2
- 타모리・웃쨩난쨩의 다운타운도 모두 함께 세기말 퀴즈 그거 절대로 해 보자 3 (1992년, 후소샤）ISBN 4-594-00925-5
- ダウンタウンのガキの使いやあらへんで!! 1~6（1995~2003년, ワニブックス）
- 발명장군 다운타운 （1996년, 니혼 TV 방송망）ISBN 4-8203-9606-4
- 다운타운의 이유 （1997년, 슈에이샤）ISBN 4-08-780238-8
- ダウンタウンのごっつええ感じ 완전대도감 （1998년, 후소샤）ISBN 4-594-02468-8
- DOWNTOWN DX의 부탁! 이름을 불러줘!（1998년, ワニブックス）ISBN 4-8470-1299-2
- DOWNTOWN DX의 슈퍼 국민 투표결과 발표 1999년, ワニブックス）ISBN 4-8470-1308-5

### 사진집
- 할렐루야 DOWN TOWN COMPOSITION 1988（1988년, ワニブックス）ISBN 4-8470-2071-5
- 2쵸메 BOOK（1988년, 데이터 하우스）ISBN 4-924442-62-3

## 관련인물
| - 시마다 신스케 - 웃쨩난쨩 （우치무라 테루요시、난바라 키요타카） - 시미즈 미치코 - 야자와 나오코 - 데가와 테츠로 - 카츠마타 쿠니카즈 - 이마다 코지 - 히가시노 코지 - 130R（이타오 이츠지、홍콩） - 키무라 유이치 - 요시다 히로 - 야마사키 호세이 - 코코리코 - 쇼후쿠테이 쇼헤이 | - 사마즈 - 토미즈 - 하이힐 - 나카타 카우스?보탄 - 카토 챠 - 시무라 켄 - 아메아가리 결사대 - 야마다 하나코 - 지미 오오니시 - 무라카미 쇼지 - 이츠미 마사타카 - 미야케 마사하루 - 오오하시 마키 - 코무로 테츠야 | - 오쿠다 타미오 - 마키하라 노리유키 - 스가 켄지 - 사이토 토시히데 - 츠치야 토시오 - 타카스 미츠요시 - 하세가와 토모지 - 하야시 쇼노스케 - 나카무라 히데오 - 하야시 히로아키 - 키무라 마사오 - 오오사키 히로시 - 오카모토 아키히코 - 후지와라 히로시 |